# Stegidotea latipoda
Stegidotea latipoda là một loài chân đều trong họ Chaetiliidae. Loài này được Poore miêu tả khoa học năm 1990.